# 최종환 (1965년)
최종환(崔鍾桓, 1965년 7월 27일 ~ )은 대한민국의 정치인이다. 제46대 경기도 파주시장이다.

## 학력
- 1981~1984 거창고등학교 졸업
- 1985~1991 경희대학교 경제학 학사

## 경력
- 김원길 국회의원 비서관
- 2003.03~2007.08 대통령비서실 행정관
- 2011.07~2014.02 서울특별시 성북구청 감사담당관
- 2013.05~2014.03 민주당 경기도당 파주시 갑 지역위원회 부위원장
- 2014~2015 새정치민주연합 정책위원회 부의장
- 2014.07~2018.03 제9대 경기도의회 의원(민선 6기, 경기 파주시 제1선거구, 새정치민주연합→더불어민주당, 초선)
- 2018.07~2022.06: 제46대 경기도 파주시장(민선 7기, 더불어민주당→무소속→더불어민주당, 초선)

## 역대 선거 결과
|  | 55.2% |

|  | 60.83% |